# Editora Campus-Elsevier
A Editora Campus-Elsevier foi fundada em 1976 por Claudio Rothmuller, no Rio de Janeiro, é a maior editora do país em publicações de livros profissionais, acadêmicos, culturais e não-ficção, principalmente nas áreas de Ciência, Tecnologia, Medicina e Negócios. Pertencente ao grupo anglo-holândes Reed Elsevier desde 1998, a empresa, que também é dona dos selos Alegro, Negócio, Mosby e Saunders. Conta com cerca de 1,5 mil títulos ativos no seu catálogo, além de lançar em média de 300 novas obras por ano no Brasil e cerca de mil reimpressões e novas edições.
A Elsevier é conhecida seu acervo nas áreas de literatura científica e de ciências da saúde e por atrair autores da comunidade científica. Parte dos laureados com o prêmio Nobel tem publicado seus trabalhos com a editora como Irwin Rose (Nobel da Química em 2004), Edward Prescott (Nobel da Economia em 2004), Linda Buck (Nobel da Medicina em 2004) e David Gross (Nobel da Física em 2004), entre outros.  Além disso, a editora brasileira Campus/Elsevier possui na sua biblioteca obras como de Robert Kiyosaki, autor do best-seller “Pai Rico, Pai Pobre”, que há alguns anos frequenta a lista dos mais vendidos no país, Ram Charan (autor das obras “Know-How” e “Execução”), do empresário Abílio Diniz - “Abílio Diniz, Caminhos e Escolhas”, Gideon Rachman autor do livro Zero Sum Game, dentre outros.
Outra marca da editora são as parcerias em co-edições com grandes corporações, consultorias, bancos e instituições de ensino. A parceria tem sido praticada também em empresas de treinamento que adotam livros da Editora Campus/Elsevier como material didático. Anhanguera Educacional, Accenture, Bain Brasil, HSM, Covey Institute, HBR, Fundação Dom Cabral, BID, The Boston Consulting Group, Ibmec-RJ, PricewaterhouseCoopers, McKinsey e Sebrae-RJ são alguns exemplos de parcerias em edições de livros.
Em 2010 a editora Campus/Elsevier iniciou a total digitalização de seu acervo, que reúne aproximadamente 1.500 títulos, esgotados ou não, com um custo aproximado US$ 1,9 milhão.

## Sobre o Grupo editorial Campus-Elsevier
A Reed Elsevier é um dos grupos mais antigos e conceituados do mundo nas áreas de Ciência, Tecnologia e Medicina. Criada em 1880, a Elsevier tem acervo de mais de 20 mil títulos e produtos voltados às comunidades de ciência e saúde no mundo inteiro. A editora publica cerca de 1600 periódicos e 3 mil livros por ano.  Os primeiros registros do nome Elsevier datam de 1580 quando Louis Elsevier cria em Leiden, na Holanda, um estabelecimento para impressão, encadernação e venda de livros.
Em 2011, acordo com a ranking da consultoria Rüdiger Wischenbart Content and Consulting, a Reed Elsevier foi a segunda maior editora em faturamento do mundo.